# Тюкалов, Юрий Сергеевич
Ю́рий Серге́евич Тюка́лов (4 июля 1930, Ленинград, РСФСР, СССР — 19 февраля 2018, Санкт-Петербург) — двукратный олимпийский чемпион, шестикратный чемпион Европы, заслуженный мастер спорта (1952) и заслуженный тренер по академической гребле, художник, архитектор, Член Союза архитекторов СССР,  Почётный гражданин Санкт-Петербурга (2002). Выпускник Ленинградского высшего художественно-промышленного училища им. В. И. Мухиной (1957).
С началом Великой Отечественной войны его отец, Сергей Петрович Тюкалов (1897—1972) ушел на фронт, Юрий с матерью остались в Ленинграде, где провели всю блокаду.  Во время блокады тушил зажигательные бомбы, работал водовозом. 
Жена — София Георгиевна Подгорнова 
Сын — Юрий Юрьевич Тюкалов (род. 1954), иконописец

## Спортивные достижения
Воспитанник Заслуженных тренеров СССР В. А. Савримович и М. И Савримовича.
Многократный чемпион СССР (1948—1962) в составе спортклуба «Красное Знамя», чемпион Европы (1954, 1956—1959 и 1961).
Успех Юрия Тюкалова в гонках одиночек стал одной из сенсаций Олимпийских игр 1952 года. Одновременно с золотой медалью чемпиона ему вручили и высшую награду гребного клуба Финляндии.
Скончался 19 февраля 2018 года. Похоронен в Санкт-Петербурге на Никольском кладбище Александро-Невской лавры. В 2019 году на могиле открыто надгробие.

### Публикации
- Автор книги «От одного до восьми: Гребля на Олимпиадах» / [Лит. запись И. Масленникова]. — М.: Сов. Россия, 1979.

## Награды и звания
- Медаль «За оборону Ленинграда» (22 декабря 1942 год) — за участие в героической обороне Ленинграда
- Заслуженный мастер спорта СССР (1952 год)
- Орден Трудового Красного Знамени (27 апреля 1957 года) — за успехи, достигнутые в деле развития массового физкультурного движения в  стране, повышения мастерства советских спортсменов, и успешное  выступление  на  международных  соревнованиях[9]
- Медаль «За трудовую доблесть» (16 сентября 1960 года) — за успешные выступления в XVII летних и VIII зимних Олимпийских играх 1960  года, а также за выдающиеся спортивные достижения[10]
- Почётный диплом Законодательного Собрания Санкт-Петербурга (5 июля 2000 года) — за заслуги в деле развития физкультуры и спорта в Санкт-Петербурге и в связи с 70-летием со дня рождения[11]
- Почётный гражданин Санкт-Петербурга (22 мая 2002 года)[12]
- Медаль ордена «За заслуги перед Отечеством» II степени (5 мая 2010 года) — за большой вклад в развитие отечественного гребного спорта и многолетнюю добросовестную работу[13]
- Нагрудный знак «За заслуги в развитии физической культуры и спорта Санкт-Петербурга» и премия Правительства Санкт-Петербурга «За вклад в развитие физической культуры и спорта Санкт-Петербурга» (29 октября 2014 года) — за вклад в развитие физической культуры и спорта Санкт—Петербурга, в целях  популяризации здорового образа  жизни, привлечения к  активным занятиям  физической культурой и спортом и за особые заслуги в развитии физической культуры и спорта в Санкт-Петербурге[14]

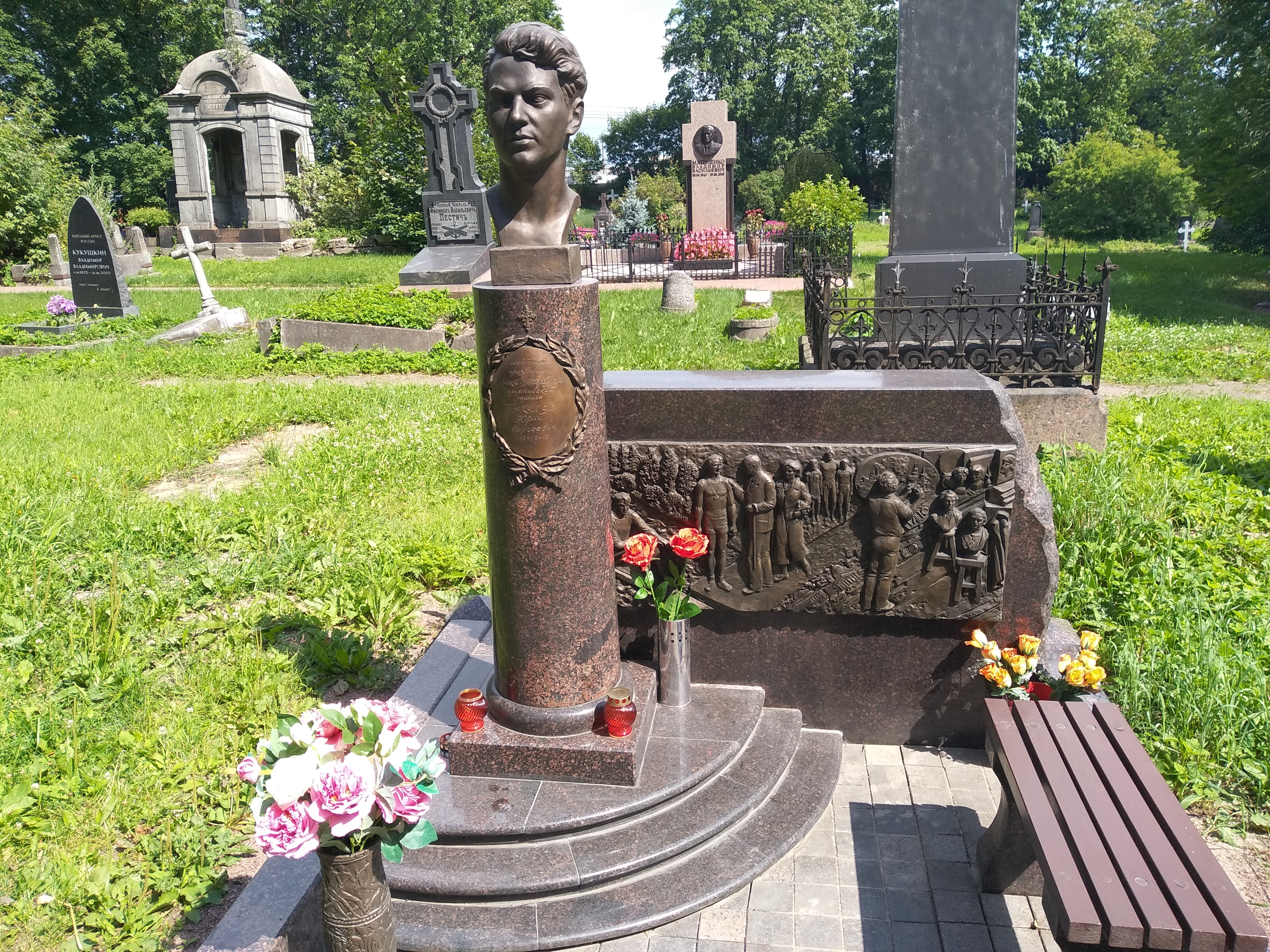
Могила Тюкалова на Никольском кладбище Александро-Невской лавры в Санкт-Петербурге.

## Творчество
После завершения спортивной карьеры Тюкалов работал по художником-оформителем. Некоторое время работу совмещал с тренерской деятельностью: с 1968 по 1972 год руководил советской сборной.  Ю.Тюкалов — автор скульптур в металле, связанных с историей России и русского флота. Чеканное панно работы Тюкалова установлено в центре мемориального зала Монумента героическим защитникам Ленинграда на площади Победы. Выполнял заказы Музея городской скульптуры, Музея истории Ленинграда. Оформлял кают-компании противолодочных кораблей «Гангут», «Бородино», сделал бюст Петра I для крейсера «Петр Великий». Его работы украшают атомоходы «Арктика», «Сибирь», «Россия».  Двадцать его работ находятся в музее-заповеднике «Бородинское поле».

## Образ в кино
В октябре 2025 года ожидается выход российского художественного фильма о Тюкалове «Первый на Олимпе» режиссёра Артёма Михалкова, в роли Тюкалова снялся Глеб Калюжный.